# 11926 Orinoco
11926 Orinoco (tên chỉ định: 1992 YM2) là một tiểu hành tinh vành đai chính. Nó được phát hiện bởi Eric Walter Elst ở Caussols, Alpes-Maritimes, Pháp, ngày 18 tháng 12 năm 1992. Nó được đặt theo tên dòng sông Orinoco.